# Elite Hotel
Elite Hotel är ett musikalbum av Emmylou Harris som lanserades i december 1975 på Reprise Records. Det var hennes tredje studioalbum, och släpptes bara 11 månader efter hennes senaste album Pieces of the Sky som lanserats i februari 1975. Harris fick en pophit med sin cover av The Beatles "Here, There and Everywhere" både i USA och Storbritannien. "Sweet Dreams" och "Together Again" blev båda ettor på Billboards countrysingellista. Albumet tilldelades en Grammy 1976 i kategorin "Bästa kvinnliga countrysångare".

## Låtlista
(kompositör inom parentes)
1. "Amarillo" (Emmylou Harris, Rodney Crowell) – 3:05
2. "Together Again" (Buck Owens) – 3:56
3. "Feelin' Single, Seein' Double" (Wayne Kemp) – 2:34
4. "Sin City" (Gram Parsons, Chris Hillman) – 3:57
5. "One of These Days" (Earl Montgomery) – 3:03
6. "Till I Gain Control Again" (Rodney Crowell) – 5:40
7. "Here, There and Everywhere" (John Lennon, Paul McCartney) – 3:59
8. "Ooh Las Vegas" (Gram Parsons, Ric Grech) – 3:47
9. "Sweet Dreams" (Don Gibson) – 4:03
10. "Jambalaya (On The Bayou)" (Hank Williams) – 3:05
11. "Satan's Jewel Crown" (Edgar L. Eden) – 3:13
12. "Wheels" (med Jonathan Edwards) (Chris Hillman, Gram Parsons) – 3:13

## Listplaceringar
- Billboard 200, USA: #25[1]
- UK Albums Chart, Storbritannien: #17[2]
- RPM, Kanada: #64[3]
- Nederländerna: #3[4]
- VG-lista, Norge: #18[5]